# Svein Oddvar Moen
Svein Oddvar Moen (Haugesund, 22 de enero de 1979) es un árbitro de fútbol noruego. Comenzó el estudio del arbitraje en 1995, e hizo su debut oficial en la Primera División Noruega en 2003. Representa al SK Haugar.
Fue seleccionado para dirigir la final de la Copa Mundial de Fútbol Sub-17 de 2011.
Moen estuvo a cargo de los cuartos de final de la Liga de Campeones de la UEFA entre el Bayern de Múnich y el Olympique de Marsella en 2012.
Estuvo también a cargo del partido de ida de la segunda ronda de la Liga de Campeones de la UEFA entre el Bayern de Múnich y el Arsenal el 19 de febrero de 2013 en el Emirates Stadium, donde controversialmente le concedió un córner al Arsenal en el cual anotó su único gol del partido.
El 3 de abril de 2013 dirigió el partido de ida de los Cuartos de final de la Liga de Campeones de la UEFA 2012-13 entre el Real Madrid y el Galatasaray en el Estadio Santiago Bernabéu. 
El 7 de junio de 2013, expulsó a Mario Balotelli en las clasificaciones de la Copa Mundial entre la República Checa e Italia.
El 18 de septiembre de 2013, pitó un penalti a favor del Ajax de Ámsterdam y en contra del F. C. Barcelona cometido por Javier Mascherano.
El 13 de noviembre de 2013 dirigió el partido de ida por el repechaje al mundial de Brasil 2014 entre Jordania y Uruguay donde los celestes se impusieron con un contundente 5 a 0 resultado más que relevante por la condición de visitante.